# Amphoe Mueang Tak
Amphoe Mueang Tak (thailändisch อำเภอเมืองตาก) ist ein Landkreis (Amphoe – Verwaltungs-Distrikt) in der Provinz Tak. Die Provinz Tak liegt in der Nordregion von Thailand. 
Die Hauptstadt des Kreises wie auch der Provinz heißt Tak.

## Geographie
Tak liegt etwa 420 km nordwestlich von Bangkok am Mae Nam Ping (Ping-Fluss).
Benachbarte Distrikte sind (von Süden im Uhrzeigersinn): die Amphoe Wang Chao, Phop Phra, Mae Sot, Mae Ramat und Ban Tak der Provinz Tak. Im Osten liegt Amphoe Ban Dan Lan Hoi der Provinz Sukhothai, sowie die Amphoe Phran Kratai und Kosamphi Nakhon der Provinz Kamphaeng Phet.
Die wichtigste Fluss des Kreises ist der Mae Nam Ping (Ping-Fluss), einer der großen Zuflüsse des Mae Nam Chao Phraya. Der Mae Nam Ping durchfließt den nördlichen Teil der Provinz von Nord nach Süd.

## Wirtschaft
Der Yan-hi-Staudamm (เขื่อนยันฮี, errichtet 1953–1964), im Volksmund nach dem Initiator auch Bhumibol-Talsperre genannt, ermöglicht eine geregelte Bewässerung des fruchtbaren Landes, ohne die üblichen Überschwemmungen zu gewärtigen. Darüber erzeugt man so viel Strom, dass die Hauptstadt Bangkok teilweise mitversorgt werden kann.

## Geschichte
Der Kreis Mueang Tak wurde 1886 eingerichtet. Im ersten Verwaltungsgebäude befand sich ebenfalls die Provinz-Verwaltung. 1956 wurde am Phahonyothin Highway ein neues Gebäude errichtet, welches jedoch 1965 einem Feuer zum Opfer fiel, daher wurde das Haus von Luang San Buranurak als zeitweiliges Verwaltungsgebäude angemietet. Das heutige Gebäude wurde 1967 eröffnet.

## Sehenswürdigkeiten
Siehe: Tak (Stadt)

## Bildung
In Amphoe Mueang Tak befindet sich ein Nebencampus der Technischen Universität Rajamangala Lanna.

## Verwaltung

### Provinzverwaltung
Amphoe Mueang Tak ist in 14 Kommunen (Tambon) gegliedert, welche wiederum in 102 Dorfgemeinschaften (Muban) unterteilt sind. 
| Nr. | Name              | Thai       | Muban | Einw.  |
| --- | ----------------- | ---------- | ----- | ------ |
| 01. | Rahaeng           | ระแหง      | 0-    | 06.397 |
| 02. | Nong Luang        | หนองหลวง   | 0-    | 05.508 |
| 03. | Chiang Ngoen      | เชียงเงิน    | 0-    | 02.685 |
| 04. | Hua Diat          | หัวเดียด     | 0-    | 03.428 |
| 05. | Nong Bua Nuea     | หนองบัวเหนือ | 08    | 04.635 |
| 06. | Mai Ngam          | ไม้งาม      | 09    | 10.363 |
| 07. | Pong Daeng        | โป่งแดง     | 14    | 09.228 |
| 08. | Nam Ruem          | น้ำรึม       | 11    | 12.849 |
| 09. | Wang Hin          | วังหิน       | 13    | 09.433 |
| 11. | Mae Tho           | แม่ท้อ       | 0-    | 08.223 |
| 12. | Pa Mamuang        | ป่ามะม่วง    | 07    | 04.184 |
| 13. | Nong Bua Tai      | หนองบัวใต้   | 07    | 06.204 |
| 14. | Wang Prachop      | วังประจบ    | 14    | 12.961 |
| 15. | Taluk Klang Thung | ตลุกกลางทุ่ง  | 08    | 04.413 |

Hinweise: Die fehlenden Ziffern 10, 16 und 17 gehören zu Tambon, die zum Amphoe Wang Chao zusammengefasst wurden.
Die Daten der Muban liegen zum Teil nicht vor.

### Lokalverwaltung
Tak (Thai: เทศบาลเมืองตาก) ist eine Stadt (Thesaban Mueang) im Landkreis, sie besteht aus den Tambon Rahaeng, Nong Luang, Chiang Ngoen und Hua Diat.
Es gibt zwei Kleinstädte (Thesaban Tambon) im Landkreis:
- Mai Ngam (เทศบาลตำบลไม้งาม) besteht aus dem gesamten Tambon Mai Ngam,
- Nong Bua Tai (เทศบาลตำบลหนองบัวใต้) besteht aus dem gesamten Tambon Nong Bua Tai.

Es gibt außerdem acht „Tambon Administrative Organizations“ (TAO, องค์การบริหารส่วนตำบล – Verwaltungs-Organisationen) für die Tambon im Landkreis, die zu keiner Stadt gehören.